# Pößneck

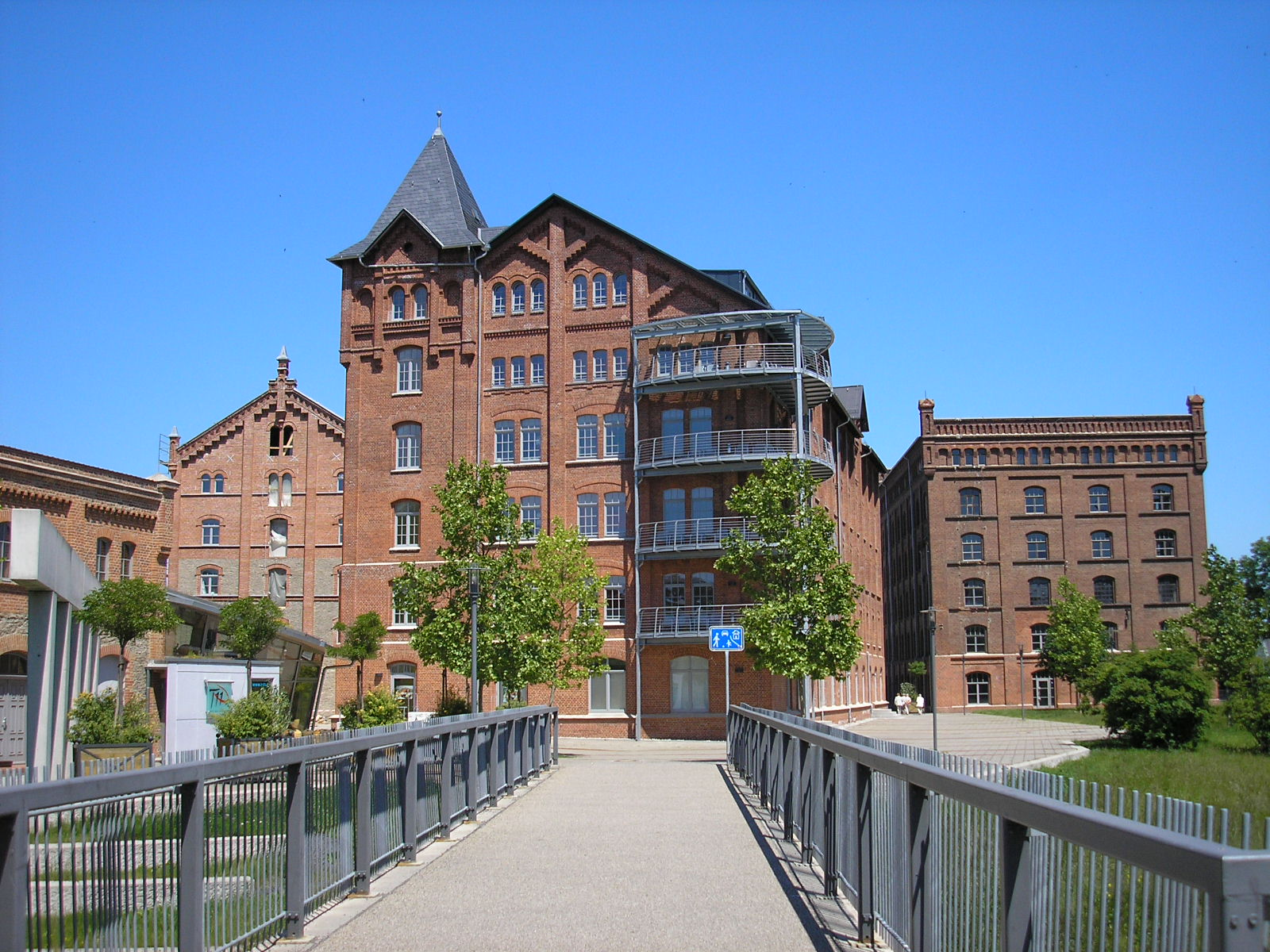
Ehemalige Industriebauten auf dem Gelände der Landesgartenschau

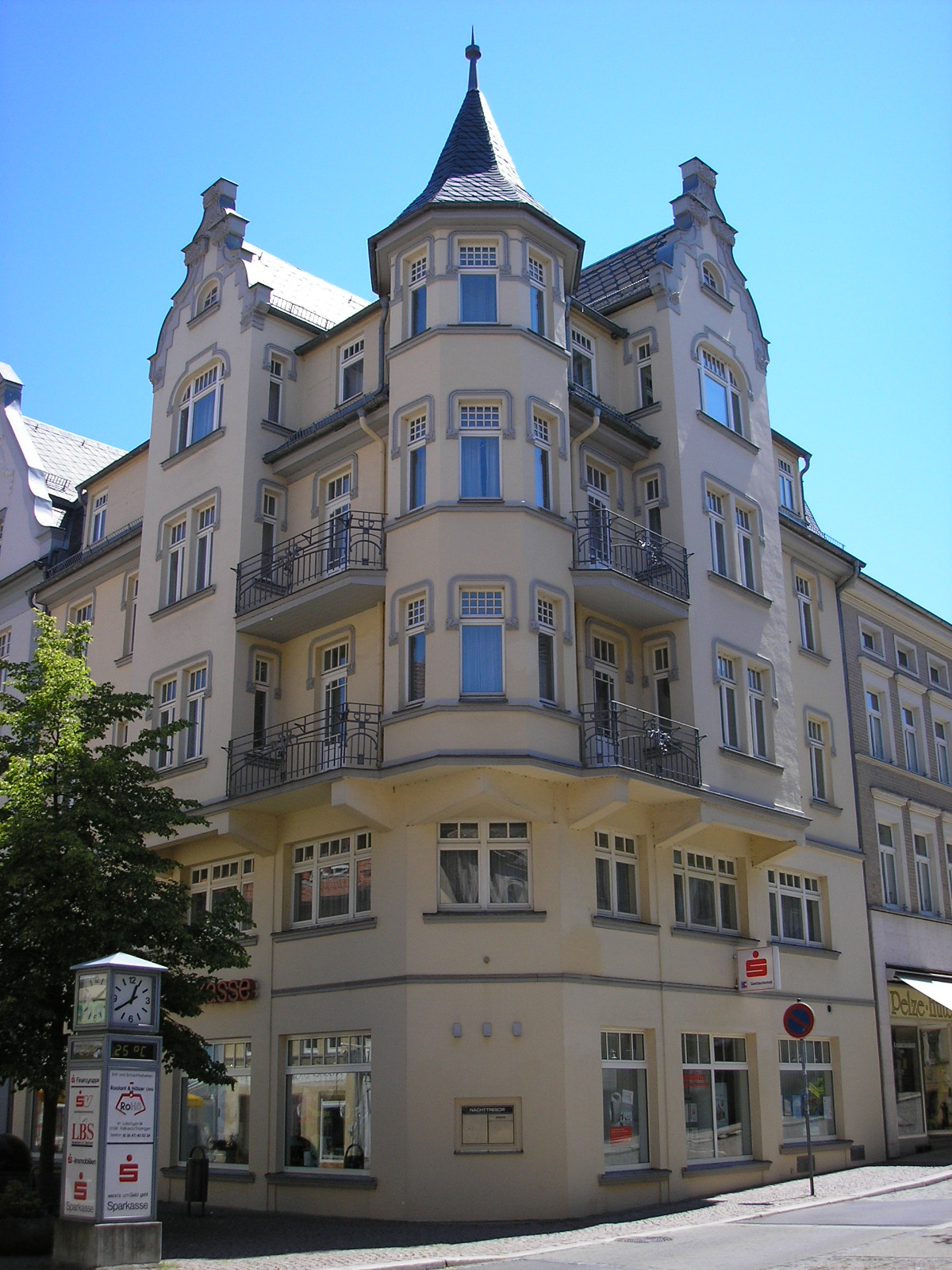
Gründerzeithaus im Stadtzentrum

Pößneck ist die von der Einwohnerzahl her größte Stadt im Saale-Orla-Kreis im Freistaat Thüringen. In der Landesplanung ist sie als Mittelzentrum eingestuft.

## Geografie

### Geografische Lage
Pößneck befindet sich in der Orlasenke, einem Tal zwischen dem Thüringer Holzland im Norden und dem Oberland mit den Saalestauseen im Süden. Durch die Stadt fließt der Bach Kotschau, der nordöstlich des Stadtgebietes in die Orla mündet. Die Orla selbst durchströmt – von Neustadt an der Orla kommend – das nordöstliche Stadtgebiet und wendet sich dort nach Norden, um in Orlamünde in die Saale zu münden.

### Stadtgliederung
Ortsteile sind Jüdewein (urkundliche Ersterwähnung: Dezember 1074), Köstitz (1350), Schlettwein (Dezember 1074), Öpitz (30. September 1381) und Schweinitz (Dezember 1074).

### Nachbargemeinden
Direkt angrenzende Gemeinden sind Bodelwitz, Döbritz, Krölpa, Langenorla, Oppurg, Ranis und Wernburg.

## Geschichte

### Bis zum 20. Jahrhundert
Die erste Erwähnung fand Pößneck 1252 in einer Saalfelder Klosterurkunde. Als Stadt wurde es zum ersten Mal 1324 bezeichnet. In diesem Jahr wurde Pößneck von Friedrich, dem wettinischen Landgrafen von Thüringen und Markgrafen von Meißen, dem Grafen von Schwarzburg als Lehen übergeben. Vor 1348 wurde ein Karmeliterkloster gegründet. 1424 fiel Pößneck wieder an das Haus Wettin zurück. Durch Stadtschreiber wurde 1474 eine umfangreiche Sammlung von Schöffensprüchen angelegt, die Einblicke in die Gerichtspraxis und Rechtsprechung der Wettiner im 15. Jahrhundert gestattet. 1485 wurde Pößneck durch die Leipziger Teilung der wettinischen Lande der ernestinischen Linie zugeschlagen. 1525 beteiligten sich die Bürger am Bauernkrieg. Ab 1572 gehörte die Stadt zu Sachsen-Coburg, ab 1640 zu Sachsen-Altenburg, ab 1672 zu Sachsen-Gotha und ab 1682 zu Sachsen-Saalfeld. 1826 kam Pößneck zum Herzogtum Sachsen-Meiningen, bei dem es bis zur Gründung des Landes Thüringen am 1. Mai 1920 verblieb. Zwischen 1795 und 1823 machte Goethe auf seinen Reisen in die böhmischen Bäder Karlsbad und Marienbad achtzehnmal in Pößneck Station.
Als wirtschaftliche Grundlage der Stadt galt nach dem bereits im Mittelalter bedeutenden Gerberhandwerk die Textilfabrikation. Im Pestjahr 1625 verstarben alle 60 Tuchmachermeister, was neben den Zerstörungen und Bedrückungen des Dreißigjährigen Krieges einen enormen wirtschaftlichen Schaden verursachte. Die nachfolgenden Tuchmachermeister hielten bis zur französischen Besatzungszeit an den althergebrachten Handwerksbestimmungen und Webtechniken fest. Zur Förderung der Textilproduktion genehmigte die Regierung 1818 einen Wollmarkt in Pößneck. Zwei junge Pößnecker Webermeister, Zoeth und Elsholz, hatten während ihrer Wanderjahre im sächsischen Großenhain modernste Webstühle und Verfahren kennengelernt und begannen 1825, verbesserte Webstühle in ihren Werkstätten zu verwenden. Die Entrüstung der anderen Weber war enorm und endete in einem Gewaltakt mit Maschinenstürmerei; man befürchtete den Ausbruch eines Weberaufstandes. Ein Hauptproblem des Pößnecker Webergewerbes bildete der durch die Kleinstaaterei bedingte lokale Absatz seiner Waren; durch Schutzzölle wurden Absatzmärkte in Norddeutschland und Übersee verhindert. Die Pößnecker Textilkaufleute Mittelhäuser und Schmidt übernahmen mit der Gründung des Deutschen Zollvereins den Export der Pößnecker Textilwaren; Hauptabsatzgebiete wurden die Schweiz, Österreich-Ungarn und die skandinavischen Länder. Die Pößnecker Weber spezialisierten sich auf die Fertigung von hochwertigem Flanelltuch, nach dem Produktionsvolumen folgten gefärbte und bedruckte Stoffe. Der Textildruck war 1734 durch eine landesherrliche Genehmigung für eine private Tuchfärberei den Färberzünften der Stadt faktisch entrissen worden; die Zunftmeister protestierten und klagten vergeblich.
Ab 1862 begann in Pößneck durch die Einführung der Gewerbefreiheit der industrielle Aufschwung. Die einst mächtige Tuchmacherinnung wurde 1863 aufgelöst. Tuchmacher und Gerber gründeten Fabriken und führten meist auf Kredit finanzierte Dampfmaschinen als moderne Antriebskraft ein. Pößneck entwickelte sich bald zur bedeutendsten Industriestadt im Herzogtum Sachsen-Meiningen. Im Kriegsjahr 1871 wurden in Pößneck 14 große Textilfabriken gezählt; die Arbeitsangebote hatte die Verdopplung der Stadtbevölkerung und einen Bauboom in den Vorstädten zur Folge. Diese Entwicklung wurde durch den Bau der Eisenbahnstrecken durch die Stadt 1871 (Strecke Gera – Saalfeld) und 1889 (Strecke Pößneck–Orlamünde(-Jena)) zusätzlich gefördert. Der immense wirtschaftliche Aufschwung führte auch zu erheblichen Umweltproblemen (siehe auch: Gewässerbelastung von Orla und Kotschau während der Industrialisierung). 1891 fand in Pößneck der Gründungskongress der Deutschen Textilarbeitergewerkschaft statt. Die Blütezeit der Pößnecker Textilfabriken ging erst mit der massenhaften Verbreitung der Baumwolltextilien, die preiswerter angeboten wurden, zu Ende. 1924 streikten die Pößnecker Textilarbeiter um den Achtstundentag.
Die Entstehung der Pößnecker Porzellanmanufaktur geht auf den vermögenden Hofbeamten Conta zurück, der Tafeln und figürliches Zierporzellan als Luxuswaren produzieren ließ und hohe Ansprüche an die Qualität der Ware stellte. Contas Fabrik wuchs rasch und hatte in der Blütezeit 400 Mitarbeiter. Man belieferte Mitte des 19. Jahrhunderts auch die sachsen-meiningischen Spielwarenhersteller mit Miniaturporzellan und Puppenköpfen. 1853 trat die Eberleinsche Porzellanmanufaktur erstmals in Erscheinung; die aus einer Werkstatt hervorgegangene Manufaktur war auf Vasen und Puppenköpfe spezialisiert. Beide Porzellanmanufakturen benötigten Kartonagen und hölzerne Verpackungskisten sowie Holzwolle, daher entstanden entsprechende Zulieferbetriebe.
Der namhafte Süßwarenhersteller Berggold geht auf ein von dem Pößnecker Süßwarenhändler Robert Berger gegründetes Unternehmen zurück, das zunächst Zuckerwaren und Bonbons herstellte. Der Hauptumsatz des Unternehmens wurde mit Kakao und Schokolade erzielt; auch mit der Herstellung von Zitronat und Orangeat konnte das Unternehmen schon im 19. Jahrhundert eine weitere Produktionslinie eröffnen. 1888 wurde es Hoflieferant des Herzogshauses Sachsen-Meiningen.

### 20. Jahrhundert
1933 lebten noch 16 jüdische Bürger in Pößneck; durch zunehmenden Antisemitismus verließen viele in den Folgejahren die Stadt. Seit 2008 wurden vom Künstler Gunter Demnig Stolpersteine zur Erinnerung an die Opfer des NS-Regimes verlegt.
Während des Zweiten Weltkriegs waren ausländische Arbeitskräfte aus den besetzten Ländern im Zwangsarbeitslager L der REIMAHG bei der Ortschaft Schweinitz am Orlatalhang untergebracht, die in Kahla und auf dem Kamsdorf-Könitzer Erzfeld für die Rüstungsproduktion Zwangsarbeit verrichten mussten. Außerdem arbeiteten 127 Zwangsarbeitskräfte bei den Firmen Bergner & Weißer, Maihak und Schroth. Auf dem Ehrenfriedhof an der Rudolf-Diesel-Straße (ein NS-Opfer unter den Zeugen Jehovas) wird an 33 Opfer der Zwangsarbeit aus der Sowjetunion sowie an elf KZ-Häftlinge aus Buchenwald erinnert, die beim Todesmarsch im April 1945 von SS-Mannschaften ermordet wurden. An der Einmündung der Jenaer Straße in die Neustädter Straße erinnert ein 1985 errichteter Todesmarsch-Gedenkstein an alle 67 Opfer aus dem Pößnecker Raum. Ein weiterer Gedenkstein auf dem oberen Friedhof wurde für fünf umgekommene Militärinternierte aus Italien errichtet.
Vom 8. bis 10. April 1945 war Pößneck das Ziel von US-amerikanischen Luftangriffen (USAAF), bei denen 58 Menschen starben.
Der Gerold-Verlag bestand von 1828 bis 1947. Der 1891 in Pößneck gegründete Vogel-Verlag mit seiner Großdruckerei wurde indes nach dem Zweiten Weltkrieg verstaatlicht und wurde Parteibetrieb der SED. Als VOB Grafischer Großbetrieb Karl-Marx-Werk wurde der Betrieb zum größten Buchhersteller der DDR.
1952 wurde Pößneck Kreisstadt des neu gegründeten Kreises Pößneck und blieb es bis zur Eingliederung in den neu gebildeten Saale-Orla-Kreis im Jahre 1994. 1958 kam im Stadtteil Schlettwein ein jüngerbronzezeitlicher Depotfund mit drei Bronzetassen zutage, aber erst 1964 wurde der urgeschichtliche Fund von G. Möbius erkannt. Am Abend des 22. Oktober 1969 versammelten sich auf dem Pößnecker Marktplatz über 200 Jugendliche, um gegen die von der SED-Kreisleitung angeordnete Polizeiaktion zu demonstrieren, bei der zuvor in mehreren Orten des Kreises Pößneck langhaarige Jugendliche aufgegriffen und anschließend unter Zwang wegen zu langer Haare zu Frisören gebracht worden waren. In der Folge kam es zu heftigen Diskussionen in der Bevölkerung mit SED-Funktionären, da man die im Artikel 19 der DDR-Verfassung ausgewiesenen Bürgerrechte verletzt sah. Am 16. September 1979 flohen die Familien Strelzyk und Wetzel aus Pößneck mit einem selbstgenähten Heißluftballon nachts über die innerdeutsche Grenze (siehe Ballonflucht).
1983 wurden in der Stadt Teile der Außenaufnahmen des bekannten DDR-Kinderfilms Moritz in der Litfaßsäule gedreht. Im Jahr 2000 war Pößneck Veranstaltungsort der ersten Thüringer Landesgartenschau. In jenem Jahr fusionierten die Stadtwerke Jena und Pößneck zu den Stadtwerken Energie Jena-Pößneck.

### 21. Jahrhundert
In der jüngeren Vergangenheit machte Pößneck immer wieder Schlagzeilen durch rechtsextremistische Aktivitäten in der Stadt. So kaufte der Rechtsextremist Jürgen Rieger 2003 das Schützenhaus in Pößneck für 360.000 Euro im Namen der Wilhelm-Tietjen-Stiftung, um dort eine Tagungsstätte einzurichten. Im April 2005 fand der Landesparteitag der NPD in Pößneck statt. Michael Regener, Sänger der Neonazi-Band Landser, gab dort sein Abschiedskonzert vor dem Verbüßen einer mehrjährigen Haftstrafe. Der Rechtsextremist Sascha Jörg Schüler wohnte 2005 einige Monate in Pößneck. Die rechtsextremen Umtriebe führten zu Protesten in der Bevölkerung. Auch durch den Widerstand und die Aufklärung eines Aktionsbündnisses entschied sich die Stadt schließlich, das Schützenhaus zurückzukaufen. Dieser Kauf wurde am 16. Juni 2011 für 180.000 Euro durch den Stadtrat bestätigt. Das Schützenhaus wurde 2012 an die städtische Tochtergesellschaft Stadtmarketing Pößneck GmbH übertragen. Bis Ende 2016 sollte es saniert werden und dann wieder als Veranstaltungsobjekt zur Verfügung stehen. Im Februar 2017 wurde es schließlich eröffnet und steht seitdem als Veranstaltungszentrum zur Verfügung.
Am 23. September 2008 erhielt die Stadt den von der Bundesregierung verliehenen Titel Ort der Vielfalt. Das neue Pößnecker Stadtbad wurde im Oktober 2013 eröffnet. Das Hauptgebäude des Staatlichen Gymnasiums „Am Weißen Turm“ nahm nach einer mehrjährigen Sanierung den Schulbetrieb 2014 wieder auf. Im Juni 2015 war Pößneck Ausrichter des Thüringentages – 123.000 Menschen feierten unter dem Motto „Viele Seiten: Pößneck“ drei Tage in der Stadt. Im gleichen Jahr öffnete das neue „Museum642 – Pößnecker Stadtgeschichte“, das 2017 den Thüringischen Denkmalschutzpreis erhielt. Von Juni bis September 2018 fand die thüringenweite Ausstellung „Erlebnis Industriekultur – Innovatives Thüringen seit 1800“ in der Shedhalle Pößneck statt, in der mehr als 500 Schauobjekte gezeigt wurden. Pößneck bewarb sich gemeinsam mit den Städten Neustadt an der Orla und Triptis erfolgreich als Ausrichter für die Thüringer Landesgartenschau 2028.

### Eingemeindungen
1892 wurde (Jüdewein), 1919 (Köstitz), 1923 (Schlettwein), 1945 (Öpitz) und 1965 (Schweinitz) eingemeindet.

### Einwohnerentwicklung
Entwicklung der Einwohnerzahl (ab 1960 31. Dezember):
- 1833: 3.424
- 1925: 14.625
- 1946: 20.247
- 1950: 20.196
- 1960: 19.587
- 1981: 18.442
- 1984: 18.045
- 1994: 15.697
- 1995: 15.381
- 1996: 15.149
- 1997: 14.854
- 1998: 14.746
- 1999: 14.565
- 2000: 14.341
- 2001: 14.135
- 2002: 13.954
- 2003: 13.790
- 2004: 13.673
- 2005: 13.446
- 2006: 13.344
- 2007: 13.217
- 2008: 13.080
- 2009: 12.972
- 2010: 12.882
- 2011: 12.351
- 2012: 12.272
- 2013: 12.214
- 2014: 12.072
- 2015: 12.148
- 2016: 12.117
- 2017: 11.981
- 2018: 11.924
- 2019: 11.842
- 2020: 11.697
- 2021: 11.654
- 2022: 11.752
- 2023: 11.858

 Datenquelle ab 1994: Thüringer Landesamt für Statistik

## Politik

### Stadtrat und Bürgermeister
Der Stadtrat der Stadt Pößneck besteht aus 24 Mitgliedern und dem Bürgermeister. Die Kommunalwahl vom 26. Mai 2024 führte bei einer Wahlbeteiligung von 55,6 % zu folgendem Ergebnis:
| Partei / Liste                                                                     | Sitze | Stimmenanteil |
| ---------------------------------------------------------------------------------- | ----- | ------------- |
| Bündnis für Pößneck                                                                | 10    | 41,9 %        |
| Alternative für Deutschland (AfD)                                                  | 5     | 20,0 %        |
| Christlich Demokratische Union Deutschlands (CDU)                                  | 3     | 10,7 %        |
| WerteUnion (WU)                                                                    | 2     | 08,9 %        |
| Unabhängige Bürgervertretung-Freie Wählergemeinschaft des Saale-Orla-Kreises (UBV) | 1     | 06,3 %        |
| Freiwillige Feuerwehr Pößneck 1858 e. V. (FFP 1858 e. V.)                          | 1     | 04,3 %        |
| Die Linke                                                                          | 1     | 04,1 %        |
| Bündnis 90/Die Grünen                                                              | 1     | 02,4 %        |
| Soziale Initiative Pößneck (SIP)                                                   | 0     | 01,3 %        |

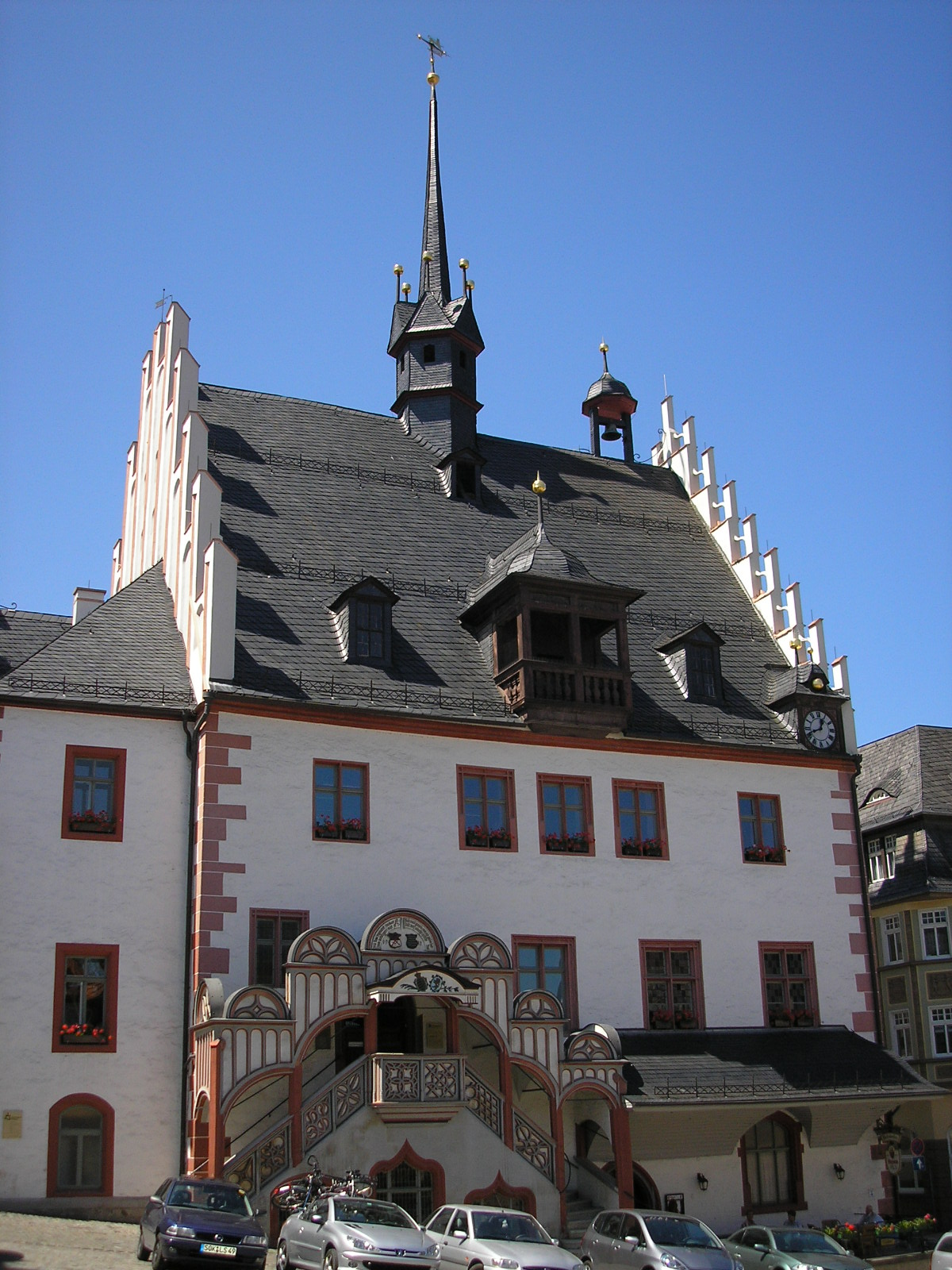
Rathaus am Markt

Bürgermeister ist Michael Modde (FDP/Freie Wähler). Er wurde am 15. April 2018 im ersten Wahlgang bei einer Wahlbeteiligung von 39,1 % mit 91,4 % der gültigen Stimmen gewählt. Modde wurde 2024 mit 76,3 % im Amt bestätigt. Gegen ihn traten Matthias Creutzenberg (Werteunion, 20,2 %) und Steve Richter (Grüne, 3,6 %) an.

### Wappen
Blasonierung: „In Blau ein rotgekrönter goldener Löwe mit roter Zunge und Bewehrung.“
Pößneck führt den schwarzburgischen Löwen in seinem Wappen, seitdem am 13. Juli 1324 Markgraf Friedrich II. der Ernsthafte von Meißen den Grafen Heinrich von Schwarzburg und dessen Sohn Günther mit Peznik, Stat und Hus belehnt hat.

### Städtepartnerschaften
- Mosbach in Baden-Württemberg
- Forchheim in Bayern
- Château-Thierry in Frankreich
- Bytom Odrzański in Polen

## Kultur und Sehenswürdigkeiten

### Bauwerke

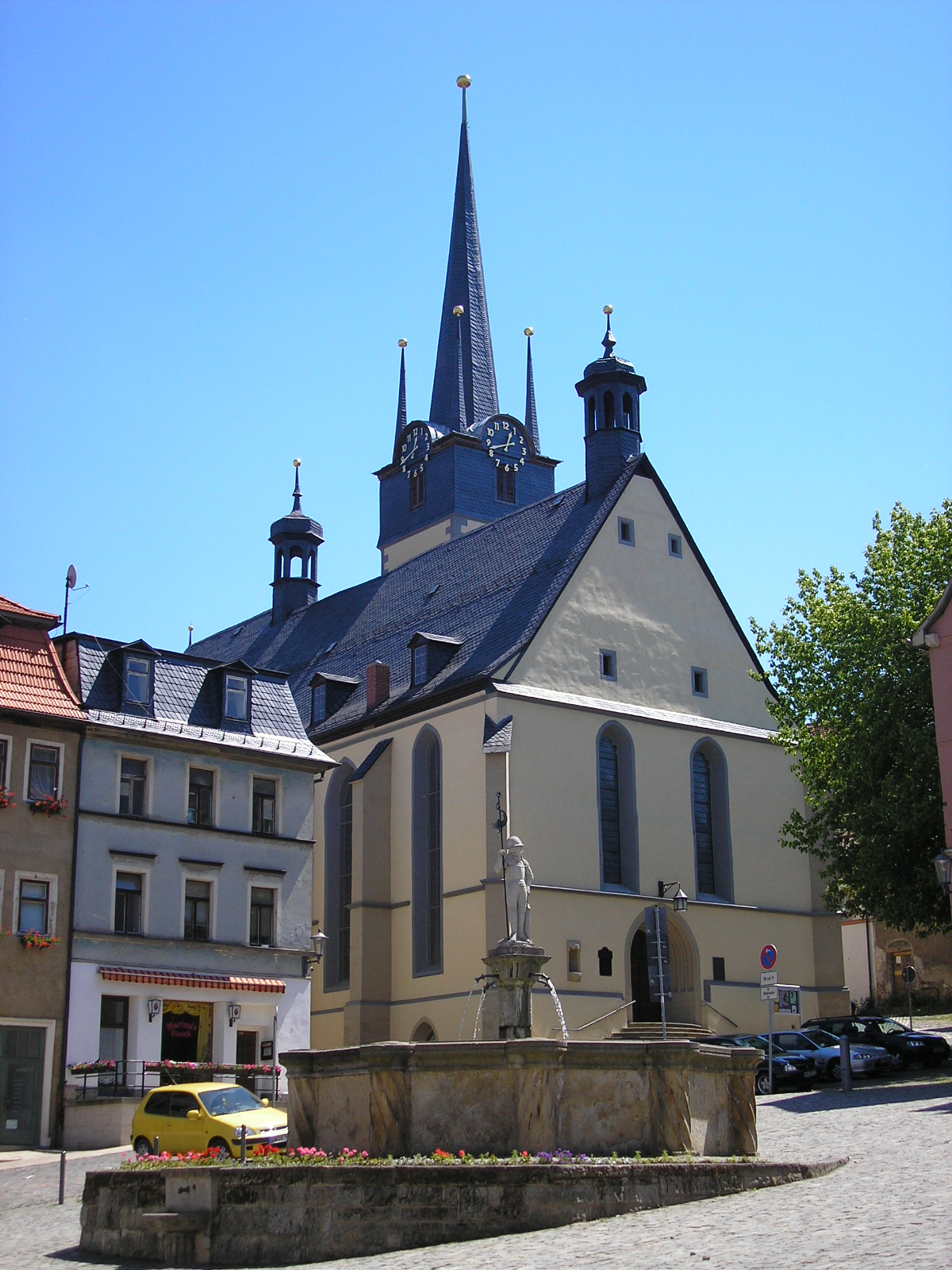
Markt mit Brunnen und Stadtkirche

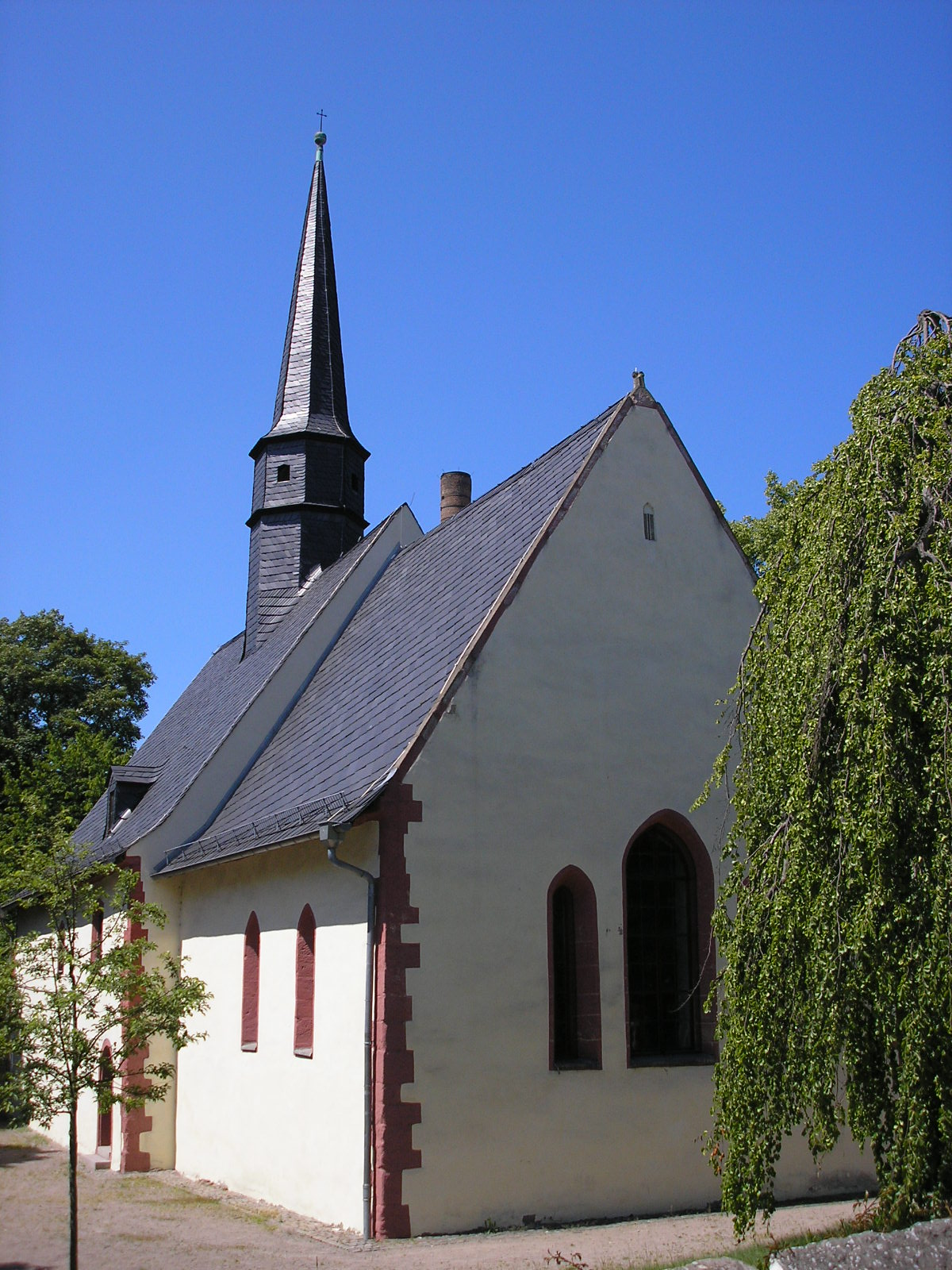
Gottesackerkirche

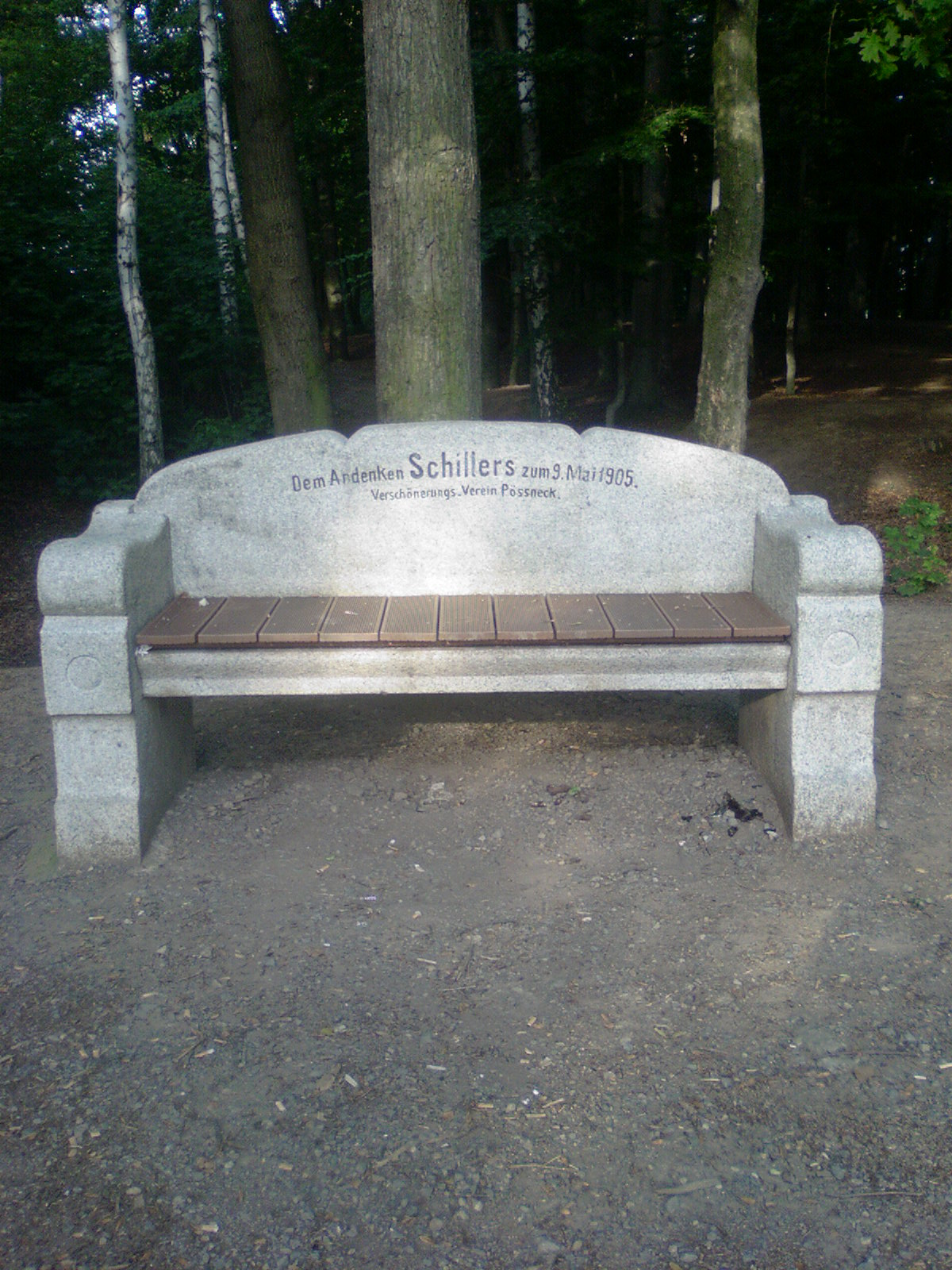
Schillerbank

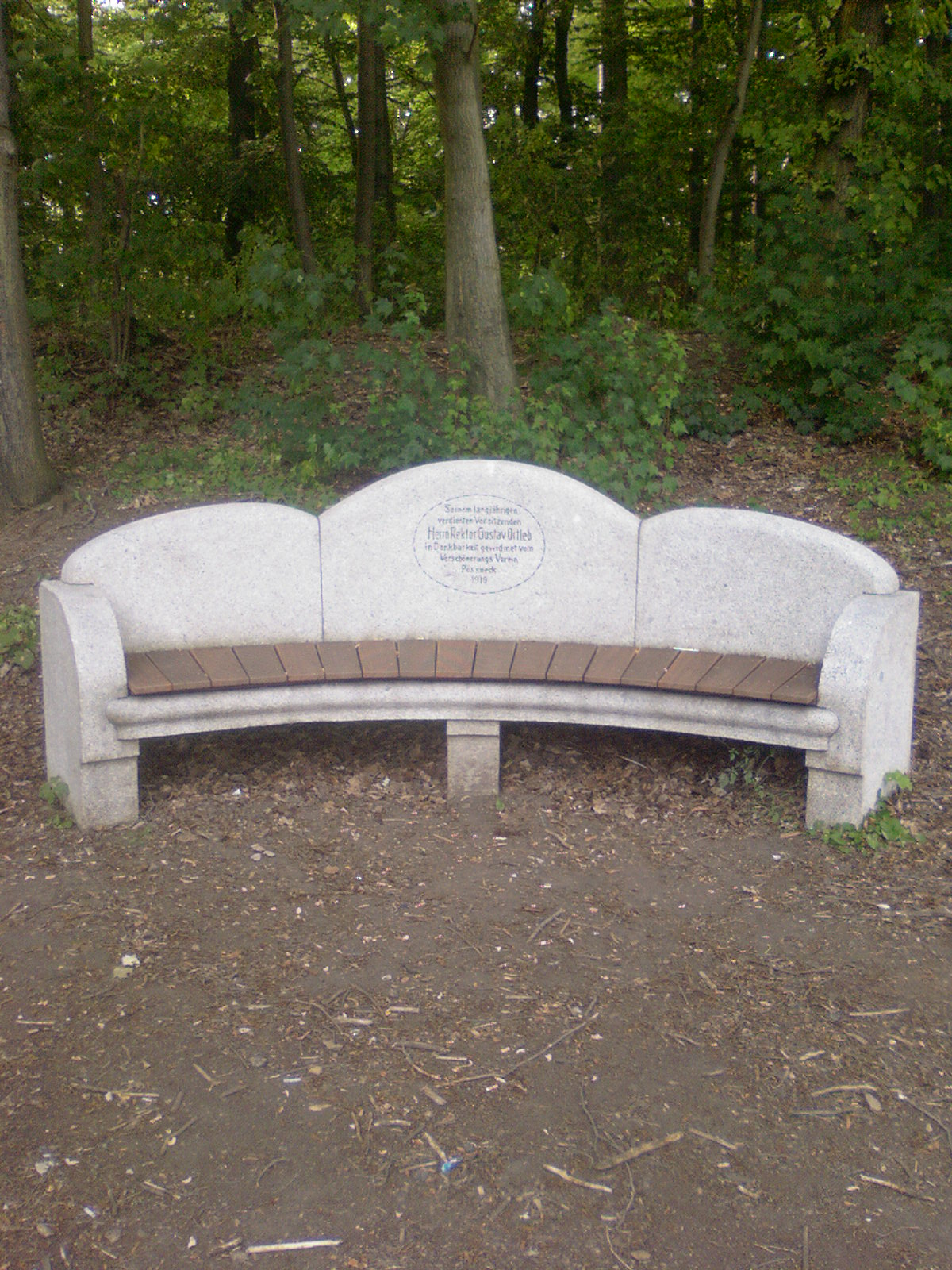
Bank zum Gedenken an Gustav Ortleb

Das Pößnecker Rathaus gehört mit seiner überdachten Freitreppe im Stil der Frührenaissance zu den schönsten spätgotischen Rathäusern Thüringens. Erbaut wurde es von 1478 bis 1499. Mit dem Bau der Freitreppe wurde es 1531 endgültig vollendet. Heute befindet sich im Rathausgebäude der Sitz des Bürgermeisters, des Standesamtes und des Fachbereiches Kultur der Stadtverwaltung.
Weitere sehenswerte Bauwerke und Denkmäler sind:
- Marktplatz mit Marktbrunnen
- gotische Stadtkirche St. Bartholomäus (Ende 14. Jh. bis 1454/1488)
- Teile der ehemaligen Stadtbefestigung mit Weißem Turm (Aussichtsturm) und Glockenturm
- Gottesackerkirche
- römisch-katholische Kirche St. Josef
- das bereits 1906 im Gelände des Stadtfriedhofs erbaute Krematorium
- zahlreiche Fabrikantenvillen, erbaut zwischen etwa 1850 und 1930[14]
- restaurierte Industriebauten mit Shedhalle auf dem Gelände der Landesgartenschau
- Bilke (Vorratskeller)
- Gänsediebbrunnen
- Museum642 (Klosterplatz 2–4) mit Stadtinformation (eröffnet am 28. November 2015) mit Resten eines im Gebäude integrierten mittelalterlichen Wohnturmes des 13./14. Jh. (am Klosterplatz 2).[15]
- Bauten des Architekten Heinrich Tessenow: Siedlung Am Gries/Karl-Liebknecht-Straße; Siedlung Am Gruneberg; Siedlung Neustädter Straße/Saalbahnstraße[16]

Südlich von Pößneck und östlich der Altenburg befinden sich in einem kleinen Waldstück zwei vom Verschönerungsverein Pößneck errichtete Bänke:
„Dem Andenken Schillers zum 9. Mai 1905“ und „Seinem langjährigen verdienten Vorsitzenden Herrn Rektor Gustav Ortleb in Dankbarkeit gewidmet vom Verschönerungsverein Pössneck 1919“

### Vereine
Bürgerschaftliches Engagement und ein gutes Miteinander wird in einer Vielzahl von Vereinen in Pößneck gepflegt, vom Gartenbau über Geschichte und Gesang bis hin zum Sport.

### Sonstiges
Pößneck war Ausrichter des 15. Thüringentages vom 26.–28. Juni 2015 unter dem Motto „Viele Seiten: Pößneck!“. Als Höhepunkt fand am 28. Juni 2015 ein großer Festumzug statt. Jan Josef Liefers und Chris de Burgh waren die Stars beim großen Samstagabendkonzert im Lutschgenpark am 27. Juni 2015.
In Pößneck fand mehrere Jahre die Mitteldeutsche Buchmesse statt. Sie wurde ausgerichtet vom Verein Pößneck attraktiver e. V. und fand letztmals vom 3. bis 6. Juni 2016 in der Shedhalle auf dem Viehmarkt statt. Im Vorfeld der Messe konnten sich Hobbyautoren an einem Schreibwettbewerb beteiligen. Die Messe richtete sich hauptsächlich an Selbstverleger oder kleine und mittlere Verlage.

## Wirtschaft und Infrastruktur

### Unternehmen
Pößneck ist ein bedeutender Standort der Buchherstellung. Vor der Wende produzierte der Graphische Großbetrieb den Großteil der in der DDR hergestellten Bücher, heute ist die Firma GGP Media, eine Tochter des Bertelsmann-Konzerns, präsent und hat seit den 1990er-Jahren immer wieder große Investitionen getätigt. Mit etwa 1100 Mitarbeitern gehörte das Unternehmen 2011 zu den 25 größten in Thüringen. Daneben gibt es die mittelständische Rosenbrauerei Pößneck und die Firma Berggold/Heinerle, die seit 1876 Pralinen und Süßwaren herstellt. Berggold war ab 1966 zusammen mit Rotstern Saalfeld Teil des VEB Thüringer Schokoladenwerke Saalfeld und damit ein Betrieb des Kombinats Süßwaren.
Bis zur Wende war Pößneck mit dem VEB Rotasym ein bedeutender Standort für die Produktion von Wälzlagern. Der Betrieb war Teil des Kombinats Wälzlager und Normteile. Nachdem das Unternehmen noch 1988 mit neuesten Maschinen ausgerüstet worden war, wurde es 1991 von der FAG-Kugelfischer aus Schweinfurt zu einem Bruchteil des Wertes übernommen. Das Werk wurde schließlich geschlossen, die Maschinen nach Schweinfurt verlagert und 1000 Mitarbeiter entlassen.

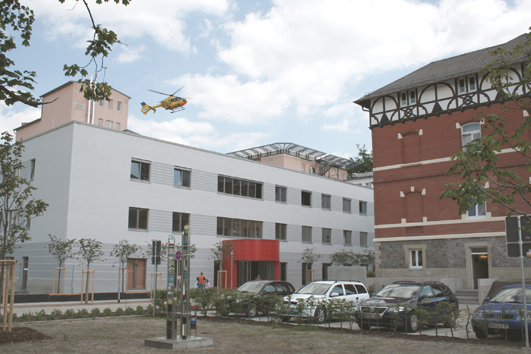
Thüringen-Kliniken in Pößneck

### Öffentliche Einrichtungen
Die Stadt ist Sitz des Amtsgerichts Pößneck im Landgerichtsbezirk Gera.
Die Thüringen-Kliniken – in Trägerschaft des benachbarten Landkreises Saalfeld-Rudolstadt – haben drei Standorte, nämlich Saalfeld, Pößneck und Rudolstadt.

## Bildung
In der Stadt Pößneck gibt es folgende Bildungseinrichtungen.
Allgemeinbildende Schulen:
- Staatl. Grundschule „Am Rosenhügel“ (ca. 170 Schüler)
- Staatl. Grundschule Pößneck-Ost (ca. 280 Schüler)
- Staatl. Regelschule „Prof. Franz Huth“ (ca. 300 Schüler)
- Staatl. Gymnasium „Am Weißen Turm“ (ca. 520 Schüler)
- Staatl. Förderzentrum

Andere Bildungseinrichtungen:
- Berufsschulzentrum Pößneck-Schleiz-Hermsdorf
- Musikschule Saale-Orla
- Volkshochschule Saale-Orla

## Verkehr
Der Ort liegt an den Bahnstrecken Gera Hbf – Weida – Pößneck oberer Bahnhof – Saalfeld (Saale) und Jena – Orlamünde – Pößneck unterer Bahnhof.
Verbindung an den Straßenverkehr besteht durch die ortsdurchquerende B 281 (Saalfeld – Gera). Die A 4 ist über die Anschlussstelle Jena-Göschwitz und die A 9 über die Anschlussstelle Triptis erreichbar.
Durch die KomBus-Linien 944, 964, 965, 966, 968, 969, 971 und 972 ist Pößneck verbunden mit Saalfeld, Neustadt an der Orla, Kahla, Jena, Ranis, Ziegenrück und Schleiz. Zudem verfügt Pößneck über ein innerörtliches Busnetz namens Stadtmobil Pößneck.